# 勞爾阿爾塞尼奧奧維耶多
25°12′S 55°36′W / 25.200°S 55.600°W
勞爾阿爾塞尼奧奧維耶多（西班牙語：Raúl Arsenio Oviedo），是巴拉圭的城鎮，位於該國東部，由卡瓜蘇省負責管轄，面積1,379平方公里，2002年人口27,734，人口密度每平方公里20.11人。